# ليام هرت
ليام هرت (15 مارس 1994 في المملكة المتحدة - ) (بالإنجليزية: Liam Hurt)‏ هو لاعب كريكت بريطاني. لعب مع نادي مقاطعة لانكشر للكريكت ‏ ونادي مقاطعة ليسترشاير للكريكت ‏.

## وصلات خارجية
- ليام هرت على موقع إي آس بي آن كريك إنفو (الإنجليزية)